# 後秦高陵
高陵，是中国五胡十六国后秦开国皇帝姚苌父亲姚弋仲的陵墓。
352年，姚弋仲病死，其子姚襄后为前秦皇帝苻生所败，姚弋仲的灵柩为苻生所获，苻生以王礼将姚弋仲葬在天水冀县。386年，姚弋仲第二十四子姚苌称后秦皇帝，追谥姚弋仲为景元皇帝，庙号始祖，其墓称为高陵，置园邑五百家。现为天水市域重点文物古迹。